# Bataille de Beaumont
Guerre franco-prussienne
Batailles
- Chronologie de la guerre franco-prussienne de 1870
- Sarrebruck (08-1870)
- Wissembourg (08-1870)
- Forbach-Spicheren (08-1870)
- Wœrth (08-1870)
- Bitche (08-1870)
- Phalsbourg (08-1870)
- Borny-Colombey (08-1870)
- Strasbourg (08-1870)
- Mars-la-Tour (08-1870)
- Toul (08-1870)
- Gravelotte (08-1870)
- Metz (08-1870)
- Nouart (08-1870)
- Beaumont (08-1870)
- Noisseville (08-1870)
- Sedan (08-1870)
- Montmédy (09-1870)
- Soissons (09-1870)
- Siège de Paris et chronologie du siège (09-1870)
- Nompatelize (10-1870)
- Bellevue (10-1870)
- Châtillon (10-1870
- Châteaudun (10-1870)
- Buzenval (10-1870)
- Bourget (10-1870)
- Dijon (10-1870)
- Belfort (11-1870)
- La Fère (11-1870)
- Langres (11-1870)
- Bouvet et Meteor (navale) (11-1870)
- Coulmiers (11-1870)
- Thionville (11-1870)
- Châtillon-sur-Seine (11-1870)
- Villers-Bretonneux (11-1870)
- Beaune-la-Rolande (11-1870)
- Champigny (11-1870)
- Orléans (12-1870)
- Loigny (12-1870)
- Châteauneuf (12-1870)
- Beaugency (12-1870)
- Longeau (12-1870)
- l’Hallue (12-1870)
- Siège de Péronne (1871)
- Bapaume (01-1871)
- Villersexel (01-1871)
- Le Mans (01-1871)
- Héricourt (01-1871)
- Saint-Quentin (01-1871)
- Buzenval (01-1871)

La bataille de Beaumont également appelé surprise de Beaumont ou encore bataille de Beaumont-Mouzon est un combat de la guerre franco-prussienne qui se déroule le 30 août 1870 à Beaumont-en-Argonne, dans les Ardennes française. 
Elle oppose le 5e corps d'armée de l'armée de Châlons du général de Failly, à l'armée de la Meuse du Prince royal de saxe (IVe corps d'armée Prussien et XIIe corps d'armée Saxon). Les Français, surpris dans leur campement, sont repoussés jusqu'à Mouzon.
Le corps d'armée de Failly est écrasé et découvre l'armée de Châlons de Mac-Mahon, en marche sur Sedan. La déroute précipite le désastre final de l'armée française lors de la bataille de Sedan.
Lors de ces combats, les Français perdent 4 800 soldats et 42 canons, les Prussiens 3 500 soldats.

## Contexte
Après la désastreuse campagne d'Alsace et la retraite qui l'avait suivie, le ministère Palikao décrète la formation à Châlons d'une deuxième armée. Le conseil de guerre du 17 août demande à Napoléon III de rentrer à Paris dont le général Trochu est nommé gouverneur, le maréchal Bazaine devient généralissime des armées et le maréchal de Mac-Mahon doit ramener l'armée de Châlons à Paris. 
Contre-ordre le 19 : la retraite de l'armée de Metz sur Verdun étant interrompue après la bataille de Rezonville, Mac-Mahon doit marcher vers l'est pour lui venir en aide. 
Partie du camp de Châlons le 21, l'armée de Châlons, partagée en trois groupes (le 5e corps à gauche), devait se regrouper le 25 autour de Verdun. Pris de vitesse par l'armée allemande, le maréchal de Mac-Mahon doit changer plusieurs fois de direction. Voulant atteindre Montmédy, il décide de franchir la Meuse à Mouzon et Remilly et se fait surprendre à Nouart.

## Préliminaires

### Passage de la Meuse
Parti de La Besace, le 12e corps et la division Margueritte franchissent la Meuse à Mouzon le 29 au soir et prennent position sur la rive droite. Le 1er corps et la division Bonnemain, partant de Raucourt, se dirige sur Remilly, puis sur Douzy et Tétaigne.

Les 5e et 7e corps, encore sur la rive gauche, se trouvent séparés du reste de l'armée. Talonné par le Ier corps bavarois, le 7e corps décide d'utiliser les deux ponts de Mouzon et Villers pour franchir la Meuse, protégé par le 5e corps encore à Beaumont.

### Arrivée du5ecorpsfrançais à Beaumont

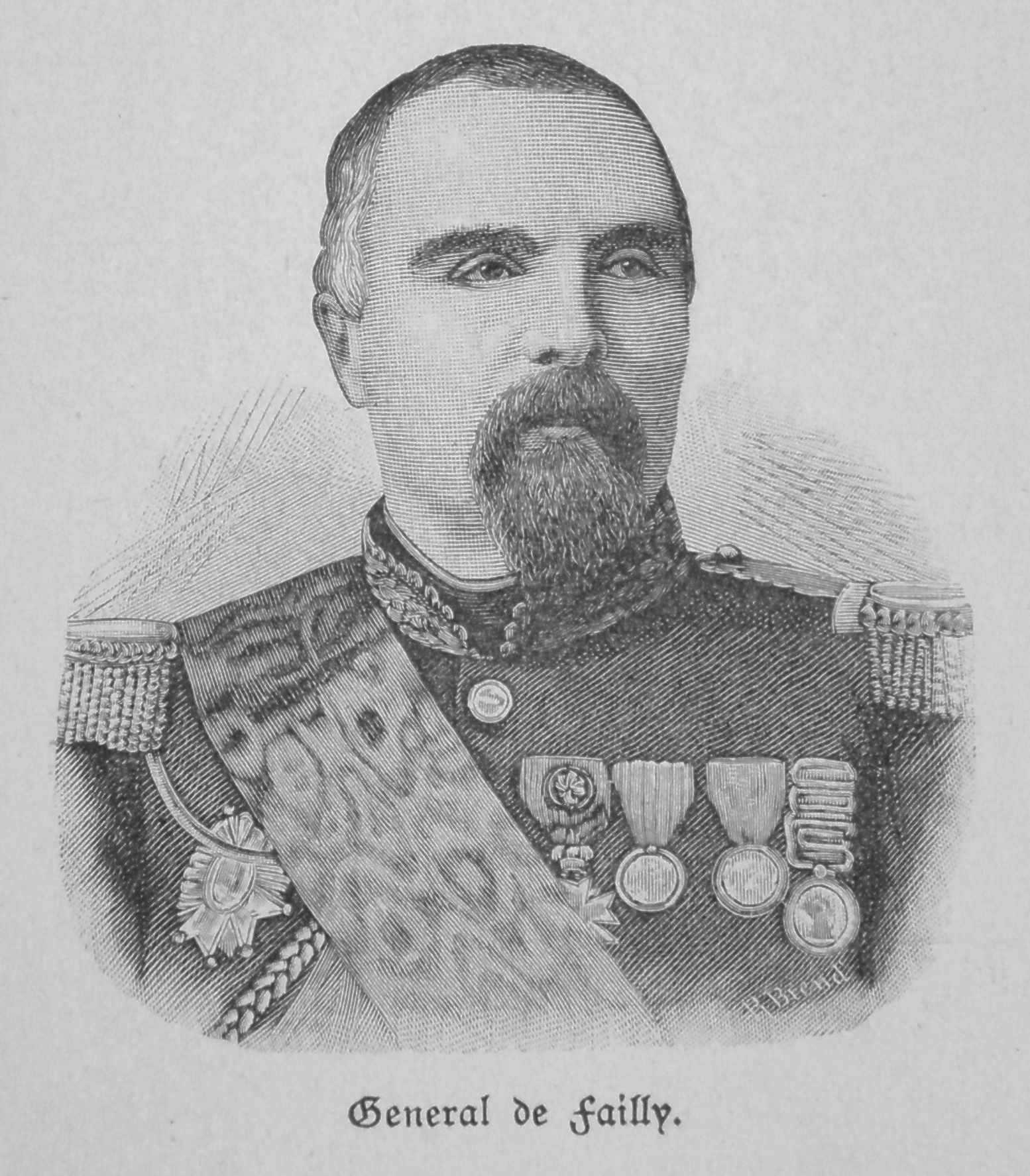
Général de Failly, commandant du 5e corps d'armée.

Parti du Bois-des-Dames et de Belval, le 5e corps arrive à Beaumont dans la nuit du 29 au 30 août et s'installe en hâte sur des positions déterminées sans étude préalable du terrain par le chef d'état-major, le général Besson. "Les troupes harassées de fatigue et difficilement dirigées par leurs officiers dans l'obscurité, s'entassent les unes sur les autres, la 3e division à droite et la 1re à gauche de la route avec l'artillerie de réserve à l'entrée de la ville. La brigade Maussion formant l'arrière-garde n'arrive qu'à cinq heures du matin et va camper devant la ferme de la Harnoterie. Les ambulances restent à Beaumont".

Vers sept heures, le maréchal de Mac-Mahon traverse Beaumont, donne l'ordre à de Failly de marcher le plus tôt possible sur Mouzon pour y franchir la Meuse sous la protection du 12e corps. Celui-ci fait observer que ses troupes sont épuisées et sans ravitaillement depuis trois jours ; le convoi de vivres va arriver et on partira après les distributions. Le maréchal s'incline devant ces raisons mais insiste sur l'urgence à traverser la Meuse.

A neuf heures, le général de Failly convoque un conseil de guerre. Les rapports des grand'gardes et de la cavalerie ne signalant pas la présence de l'ennemi et pour cause, à la distance où se trouvaient du camp les unités chargées de la sécurité, il leur eût été difficile de voir quoi que ce soit, il est décidé de remettre un peu d'ordre dans les troupes, de les ravitailler et de faire nettoyer les armes. Les positions ne seront pas rectifiées, le départ étant imminent.

### Description du champ de bataille
Le bourg de Beaumont est situé au fond d'une cuvette, bordée au sud par les forêts qui vont de Stenay à La Besace. Une zone légèrement mamelonnée, mais découverte, s'étend sur 2 500 m des dernières maisons aux lisières de ces forêts en bordure desquelles on trouve quelques fermes. À l'est se dresse un plateau, les Gloriettes, qui se prolonge au nord en surplombant la Meuse.

Vu la topographie, le 5e corps, serré de près par l'ennemi, aurait dû laisser sa cavalerie de l'autre côté des bois vers Belval, Bois-des-Dames, Beaufort et placer ses avant-postes d'infanterie dans les fermes de bordure. Protégé et averti, il aurait eu toute liberté pour se dérober au danger.

Mais, massé à bonne portée de positions dominantes auxquelles l'ennemi pouvait accéder par les couverts, avec ses grand'gardes à peine éloignées de quelques centaines de mètres et un service de renseignement inexistant, le 5e corps se privait de toute liberté d'action et de manœuvre. Il ne pouvait même pas refuser le combat.

### Ordres donnés pour le départ

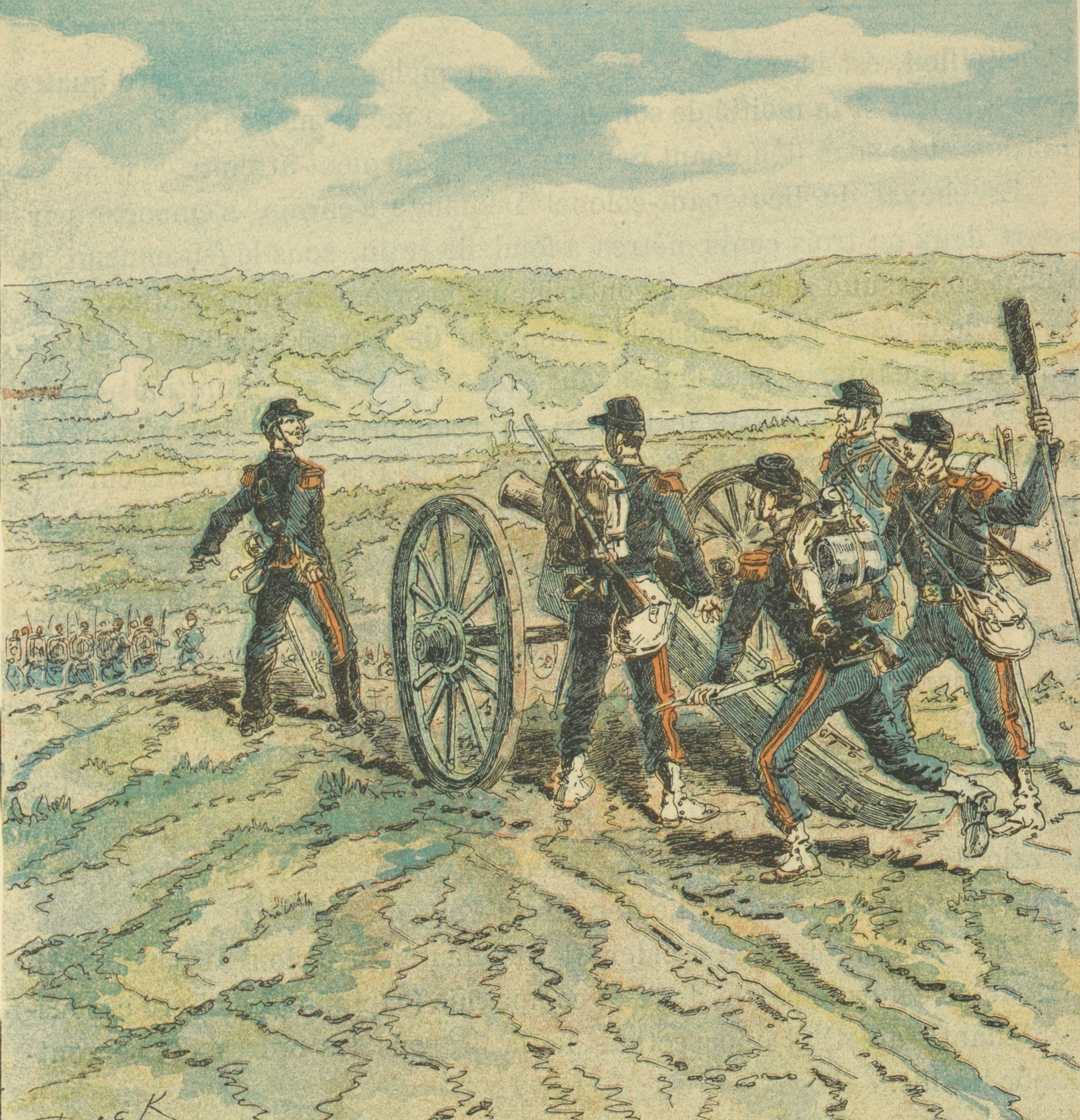
L'artillerie française en position à Mouzon, le 30 août à midi.

L'heure fixée pour le départ de l'avant-garde était vers une heure. Quant aux autres groupes, ils devaient faire connaître par un planton l'heure du départ, qui n'aurait lieu qu'après la soupe mangée... Un ordre de mouvement fort vague et bien peu conforme...

Le convoi de ravitaillement étant arrivé du Chesne, une distribution fut immédiatement faite. Les hommes mangèrent la soupe, nettoyèrent leurs armes et, le beau temps étant revenu, firent sécher leur linge et leurs effets. L'artillerie conduisit tous ses chevaux à l'abreuvoir.

Cependant, des paysans, fuyant devant les forces allemandes depuis Stenay, Belval et Bois-des-Dames, annonçaient que des colonnes ennemies s'avançaient à travers les fourrés. Rassuré par les renseignements de ses avant-postes mal placés, le commandant du 5e corps demeurait persuadé que les Allemands ne le poursuivaient plus et qu'ils continuaient leur mouvement vers Stenay.

Tout à coup, vers midi et demi, plusieurs coups de canon retentirent du côté de la forêt de Dieuliet. Les projectiles tombèrent au milieu des tentes et des soldats désœuvrés. La surprise était complète!

### Mouvement des armées allemandes

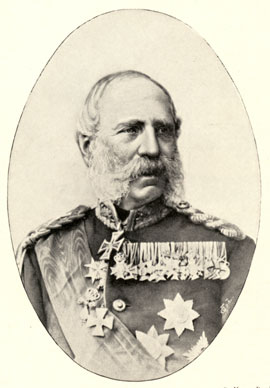
Albert 1er, Prince de saxe, commandant de l'armée de la Meuse.

Le 29 août au soir, l'armée de la Meuse du Prince royal de Saxe occupe les positions suivantes :
- 12e corps d'armée à Nouart et Tailly avec la 12e division de cavalerie aux Tuileries
- Garde et cavalerie de la Garde à Buzancy et Bar.

en deuxième ligne, à 4 kilomètres en arrière :
- 4e corps d'armée à Rémonville.

Plus au sud, la IIIe armée se trouve sur une ligne Vouziers-Grandpré-Vienne-le-Château. Le chef d'état-major général, M. de Moltke, en possession des dépêches contenant l'avis "des dispositions du commandant en chef des forces françaises pour la journée du 29 août", décide d'attaquer avec ses deux armées allemandes l'armée de Châlons avant qu'elle eût franchi la Meuse.

Le 30 à six heures du matin, renseigné par sa cavalerie du passage de la Meuse par une partie des corps français, le prince de Saxe décide de se porter immédiatement sur Beaumont :
- le 12e corps d'armée avec la 24e division d'infanterie (général Nehrhoff), la cavalerie saxonne par la grande route de Stenay et la 23e par la forêt de Dieulet.
- le 4e corps d'armée avec la 7e division par le bois de Belval et la 8e division par le bois du Petit-Dieulet.
- La Garde doit dégager la route de Buzancy à Beaumont pour laisser passer la IIIe armée.

## Les troupes en présence
Le 5e corps français comptait environ 17 000 hommes et avait perdu une moyenne de 10 hommes par compagnie depuis Reims. Avec les 4 000 hommes de la brigade de Villeneuve et du 5e cuirassiers du 12e corps, le total des troupes françaises engagées à Beaumont avoisine les 21 000 hommes.
Les forces allemandes opposées à l'armée française sont le IVe corps prussien, le XIIe corps saxon et le Ier corps bavarois. L'ensemble s'élève à 80 000 avec la cavalerie.

## Les combats de Beaumont

### Attaque de Beaumont
Vers midi, l'avant-garde de la 8e division prussienne débouche de la lisière nord du bois du Pont-Gérache et occupe le ferme de la Petite-Forêt. Ne voyant pas de poste avancé sur le front des campements français, le lieutenant-général de Schœler décide de passer à l'attaque avec sa 16e brigade et ses batteries d'avant-garde. Au premier coup de canon, les régiments campés au sud de Beaumont parviennent assez vite à se ressaisir. La brigade Saurin (11e et 46e de ligne) et la brigade Fontanges (30e et 68e de ligne) se forment en bataille avec le 4e bataillon de chasseurs en avant. Appuyée par les batteries de la division Goze et celles de la réserve, l'infanterie se lance sur la ferme et oblige les Prussiens à s'organiser défensivement.

À ce moment débouchent sur la ferme de Belle-Tour les batteries de l'artillerie de corps et les têtes de colonne de la 7e division prussienne. Elles s'engagent immédiatement à droite de la Petite-Forêt et arrêtent l'offensive française. Le 68e a perdu son chef, le lieutenant-colonel Pallier, ses trois chefs de bataillon, 26 officiers et 750 hommes. Le colonel de Béhagle du 11e est mortellement atteint, le colonel Berthe du 86e est grièvement blessé.
Cependant, depuis le plateau de la Harnoterie, le général de Failly, apercevant les colonnes ennemies qui s'avançaient sur les deux ailes du IVe corps et craignant d'être débordé, décide de replier sa première ligne. Les 7e et 8e divisions prussiennes avec les troupes saxonnes débouchant par la route de Stenay fondent sur Beaumont et bousculent les brigades Abatucci et Nicolas placées en seconde ligne. À deux heures, l'ennemi est maître de la ville et du camp. Les troupes françaises se replient sur les hauteurs au nord de Beaumont, les débris des divisions Goze et Guyot de Lespart à côté de la brigade Maussion, les restes de la brigade Fontanges avec le 27e de ligne à la Harnoterie. Mais les 14 batteries prussiennes suivant l'offensive, postées sur les collines au sud de Beaumont, pilonnaient à la fois notre artillerie, la brigade Maussion et les troupes qui fuyaient vers le Nord.
Entrée en ligne du XIIe corps et du Ier corps bavarois.

Retardé par le IVe corps sur la route de Nouart à Beauclair, la 24e division n'arrive que vers une heure et demie à Belle-Tour. La 23e division, par la route de Stenay, se porte sur la ferme de Beaulieu. Les tirailleurs du 68e retardent la mise en place de six batteries mais, refoulés, le reste de l'artillerie saxonne se met en place sur la crête des Gloriettes et deux régiments saxons (100e et 108e) marchent sur Létanne.

L'avant-garde de la 2e division du Ier corps bavarois arrive à Sommauthe à midi. Entendant le canon, le général von der Tann marche sur Beaumont, à la gauche des Prussiens, et poste ses deux batteries qui tirent aussitôt sur les troupes françaises en retraite. À ce moment, le reste de la division ayant rejoint, le général Schumacker se porte sur la Thibaudine pour une attaque de flanc.

Engagement de la division Conseil-Dumesnil près de Warniforêt.

Cette 2e division, débouchant de la lisière nord du bois des Murets, aperçoit une troupe sur la route de Stonne à Beaumont, à hauteur de Warniforêt : c'est la 1re brigade de l'arrière-garde de la division Conseil-Dumesnil qui franchit la Meuse à Villiers. Le 3e et 21e de ligne font face à l'attaque pour donner au convoi le temps de s'échapper. A découvert et devant un ennemi supérieur en nombre, ces deux régiments sont refoulés mais reforment une ligne de bataille à Yoncq. Les débris de la brigade gagnent Raucourt laissant la Thibaudine aux mains des Bavarois.

### Continuation de la bataille au nord de Beaumont
Vers quatre heures, sous la protection des 25 batteries installées sur les hauteurs sud de Beaumont, la 2e division bavaroise occupe la Harnoterie, la 1re arrivant à La Besace. Le prince de Saxe s'installe à Beaumont avec son état-major. Le IVe corps se déploie au nord de la ville tandis que le XIIe débouche de Létanne.

Pendant une heure, les troupes françaises entre Yoncq et la Sartelle, ripostent et contiennent les têtes de colonne du IVe corps. Devant l'assaut des prussiens, combinés avec le mouvement des troupes saxonnes et bavaroises sur la gauche et la droite, le général de Failly reprend sa marche en retraite sur Mouzon, couvert par le 88e du lieutenant-colonel Demange qui défend énergiquement le bois Givaudeau et trois batteries de la réserve encore en place sur la cote 295 à l'est de Yoncq. Cette résistance, bloquant la cavalerie allemande (12e hussards, 7e dragons et un escadron saxon), permet au général de Failly de prendre une troisième position entre le mont de Brune et les collines au nord de Villemontry. De plus, à l'est de Mouzon, le général Lebrun (12e corps d'armée), entendant la canonnade, avait dirigé la division Grandchamp et toute la cavalerie du général de Salignac-Fénelon sur la rive gauche, l'infanterie prenant position sur les hauteurs au sud entre le ruisseau d'Yoncq et la route de Beaumont. En même temps, la division Lacretelle postait deux batteries sur la lisière ouest des bois des Flaviers et de l'Alma qui dirigeait un tir de flanc très efficace sur la 13e brigade prussienne qui se trouve ainsi bloquée sur la lisière nord du bois Givaudeau. Pareillement, les régiments saxons qui progressaient le long de la Meuse, pris à partie par les mêmes batteries, suspendent leur mouvement offensif.
La 14e brigade prussienne, rejointe par la 8e division, suivie par un détachement de la 2e division bavaroise, se porte à l'assaut du mamelon 295 et l'enlève sans grande peine. Les Prussiens y installent cinq batteries appuyant l'attaque du mont de Brune par le général Franz von Zychlinski (27e et 93e régiment) et permettant enfin à la 13e brigade prussienne de déboucher du bois Givaudeau.
Charge du 5e cuirassiers

Voyant la situation désespérée du 5e corps, le général Lebrun avait fait repasser sur la rive gauche de la Meuse la brigade Cambriels, la brigade de Béville (6e et 5e cuirassiers) restant massée devant le faubourg de Mouzon. Son aile droite presque enfoncée, le général de Failly demanda à cette brigade de charger pour sauver son infanterie. Pendant que le colonel du 6e attendait les ordres de ses supérieurs directs, le colonel de Contenson, du 5e cuirassiers, à la tête de ses escadrons, se jeta à toute bride sur le flanc gauche du 27e prussien. Cette charge héroïque se solda par la perte de 4 officiers tués, 7 officiers blessés, 11 sous-officiers et 90 hommes hors de combat.

### Attaque de Mouzon et fin de la bataille
Débordant par l'ouest le mont de Brune, toujours tenu par la brigade de Villeneuve, la 8e division prussienne et le détachement bavarois descendent la vallée de l'Yoncq et coupent en deux tronçons les débris du 5e corps. Une partie poursuit sur Villers, l'autre rétrograde sur Mouzon. Vers six heures, toute l'infanterie allemande reprend l'offensive, appuyée par quinze batteries et, après une heure de lutte acharnée, atteint la Meuse.
Dans le Faubourg de Mouzon, deux bataillons du 30e de ligne et quelques groupes du 22e tiennent tête pour permettre l'écoulement par le pont de la brigade de Villeneuve, des cuirassiers de la brigade de Béville, de l'artillerie de réserve du 12e corps et des restes du 5e. Pour l'exemple, les généraux de Failly, l'Abadie d'Aydren et Abbatucci combattent en simples soldats ; le maréchal des logis Largentier, du 5e hussards, donne son cheval à de Failly qui vient d'avoir le sien tué sous lui. Les batteries, à court de munitions, essayent de franchir la rivière au moyen du gué mais y perdent six pièces et un tiers de leurs chevaux. A sept heures, seule une batterie de mitrailleuses tient l'entrée du pont et empêche les allemands de progresser.
Passage de vive force du pont de Mouzon par des débris du 88e de ligne

Après avoir tenu la ferme Givaudeau le plus longtemps possible, à la nuit tombée, le 88e recule pour passer le pont de Mouzon. Mais, avec 200 hommes et quelques égarés des 27e et 17e de ligne et du 4e bataillon de chasseurs, le lieutenant-colonel Demange arrive trop tard et se trouve coupé du reste de l'armée. Plutôt que de se rendre, il repart à la ferme. A minuit il la quitte, s'approche du pont et prépare son attaque. Une heure avant le jour, il refoule la compagnie prussienne de garde et, en force, passe la barricade. 90 hommes réussissent à passer ; grièvement blessé, le lieutenant-colonel Demange, amputé de la cuisse, mourut le 12 septembre à l'hôpital de Mouzon.
Retraite sur Sedan

Dans la soirée du 30 août, les restes du 5e et 12e corps prennent la direction de Sedan. À une heure du matin, le 5e est dirigé sur le Vieux-Camp ; le 12e n'arrivera à Bazeilles qu'à l'aube du 31.

## État des pertes
Dans son ouvrage, le lieutenant colonel Rousset précise les pertes françaises et prussiennes.
Pertes françaises
- 1 800 tués ou blessés
- 3 000 disparus dont 2 000 prisonniers
- 42 pièces et mitrailleuses
- nombreux matériels abandonnés dans les différents camps

Parmi les unités les plus éprouvées, le 11e ligne enregistre 35 officiers et 600 hommes hors de combat et le 68e, 26 officiers et 779 hommes.
L'encadrement de l'infanterie est particulièrement éprouvé, le lieutenant-colonel Pallier du 68e, le colonel de Béhagle du 11e de ligne périssent. Le colonel Berthe du 86e et le lieutenant-colonel Demange du 88e sont grièvement blessés. Ce dernier, amputé de la cuisse, meurt le 12 septembre à l'hôpital de Mouzon.

Les généraux ne sont pas plus épargnés, lors des combats du 7e corps à Warniforêt le général Bretteville est blessé tandis que le général Morand est tué.

Du côté de la cavalerie, le 5e cuirassiers est décimé et perd son chef de corps le colonel de Contenson.
Pertes allemandes
- 3 529 hommes dont 847 tués

## Sources et bibliographie
- Lieutenant-colonel Rousset, Histoire générale de la guerre franco allemande - 1870-1871, éditions Montgredien et Cie, 1900.
- Paul et Victor Margueritte, Histoire de la guerre de 1870-71, Éditions G. Chamerot.
- Général Niox, La guerre de 1870 - Simple récit, Librairie Ch. Delagrave, 1898.
- (en) George Bruce. Harbottle's Dictionary of Battles. (Van Nostrand Reinhold, 1981)  (ISBN 0-442-22336-6).
- Daniel Hochedez, La guerre franco-allemande et l'occupation en Argonne (1870-1873), Revue Horizons d'Argonne, publication du Centre d'études argonnais, no  87, Juin 2010, (lire en ligne)]
- Abbé Defourny, L'Armée de Mac-Mahon et la bataille de Beaumont (en Argonne). Lettres à Mme Urquhart sur la guerre et la situation présente, par M. Defourny, curé de Beaumont-en-Argonne. 2e édition revue et augmentée, librairie de l'oeuvre de Saint Michel, 1872 (lire en ligne)
- La journée du 29 août 1870 à l'armée de la Meuse, par P. N., chef d'escadron d'artillerie, Paris : chez R. Chapelot & Cie, 1909 (Lisible sur Gallica)